# Machimus setibarbus
Machimus setibarbus är en tvåvingeart som först beskrevs av Friedrich Hermann Loew 1849.  Machimus setibarbus ingår i släktet Machimus, och familjen rovflugor. Arten är reproducerande i Sverige.